# Newcomb (Nuevo México)
Newcomb es un lugar designado por el censo ubicado en el condado de San Juan en el estado estadounidense de Nuevo México. En el Censo de 2010 tenía una población de 339 habitantes y una densidad poblacional de 21,73 personas por km².

## Geografía
Newcomb se encuentra ubicado en las coordenadas 36°17′0″N 108°42′30″O / 36.28333, -108.70833. Según la Oficina del Censo de los Estados Unidos, Newcomb tiene una superficie total de 15.6 km², de la cual 15.6 km² corresponden a tierra firme y (0%) 0 km² es agua.

## Demografía
Según el censo de 2010, había 339 personas residiendo en Newcomb. La densidad de población era de 21,73 hab./km². De los 339 habitantes, Newcomb estaba compuesto por el 6.19% blancos, el 2.06% eran afroamericanos, el 87.02% eran amerindios, el 1.77% eran asiáticos, el 0% eran isleños del Pacífico, el 1.47% eran de otras razas y el 1.47% pertenecían a dos o más razas. Del total de la población el 4.13% eran hispanos o latinos de cualquier raza.